# Nick Barnø
Nick Barnø (født 2. januar 1982 i København, Danmark) er en dansk MMA-udøver, der konkurrerer i sværvægt-klassen. Barnø er dansk mester i Brasiliansk Jiu-jitsu 2014 og vandt gulv ved European Open Gi & No-gi i 2013. Han har kæmpet halvdelen af sine professionelle kampe i udlandet og alle hans sejre er på TKO eller submission.
Barnø mødte sin danske rival Christian Colombo til Danish MMA Night den 9. juni 2018 i Brøndbyhallen i København og tabte klart..
Siden har han ikke været i en eneste kamp.

## MMA-karriere

### Amatørkarriere
Barnø startede til Brasiliansk Jiu-jitsu i 2008 og debuterede som amatør i MMA i 2012. Han blev udtaget til det danske landshold efter 5 amatørkampe heraf 4 vunde og 1 nederlag. Til VM i Las Vegas blev han den 1. juli 2014 stoppet på KO i 1. omgang mod polske Marcin Kalata.

### Professionelkarriere
Han fik kort tid efter sin professionelle MMA-debut på Trophy MMA 4: Summer Break i Malmø i Sverige den 30. august 2014, hvor han besejrede polske Jakub Holub via submission efter 3 minutter og 43 sekunder i 1. omgang. I løbet af de sidste knap 4 år har han opbygget en rekordliste på 6 sejre med 2 nederlag.
Hans seneste kamp var en KO-sejr mod engelske Luke Morton til MMA Galla 04 den 13. januar i Nykøbing Falster.

## Privatliv
Barnø bor med sin kæreste i København og er far til Hektor.
Han arbejder som social pædagogisk medarbejder på en døgninstitution i Frederikssund med udsatte og kriminalitetstruede unge mennesker mellem 14 og 18 år

## Ekstern henvisning
- Artiklen har ingen egenskaber for sportsdatabaser i Wikidata